# Gaufre à poche du Sud-Est
Geomys pinetis
Espèce
Statut de conservation UICN

 LC  : Préoccupation mineure
Le Gaufre à poche du Sud-Est (Geomys pinetis) est une espèce de rongeurs de la famille des Géomyidés, à larges abajoues. C'est un petit mammifère endémique des États-Unis (Alabama, Floride et Géorgie), où il formerait des sous-espèces dont le nombre diffère selon les auteurs.

## Description

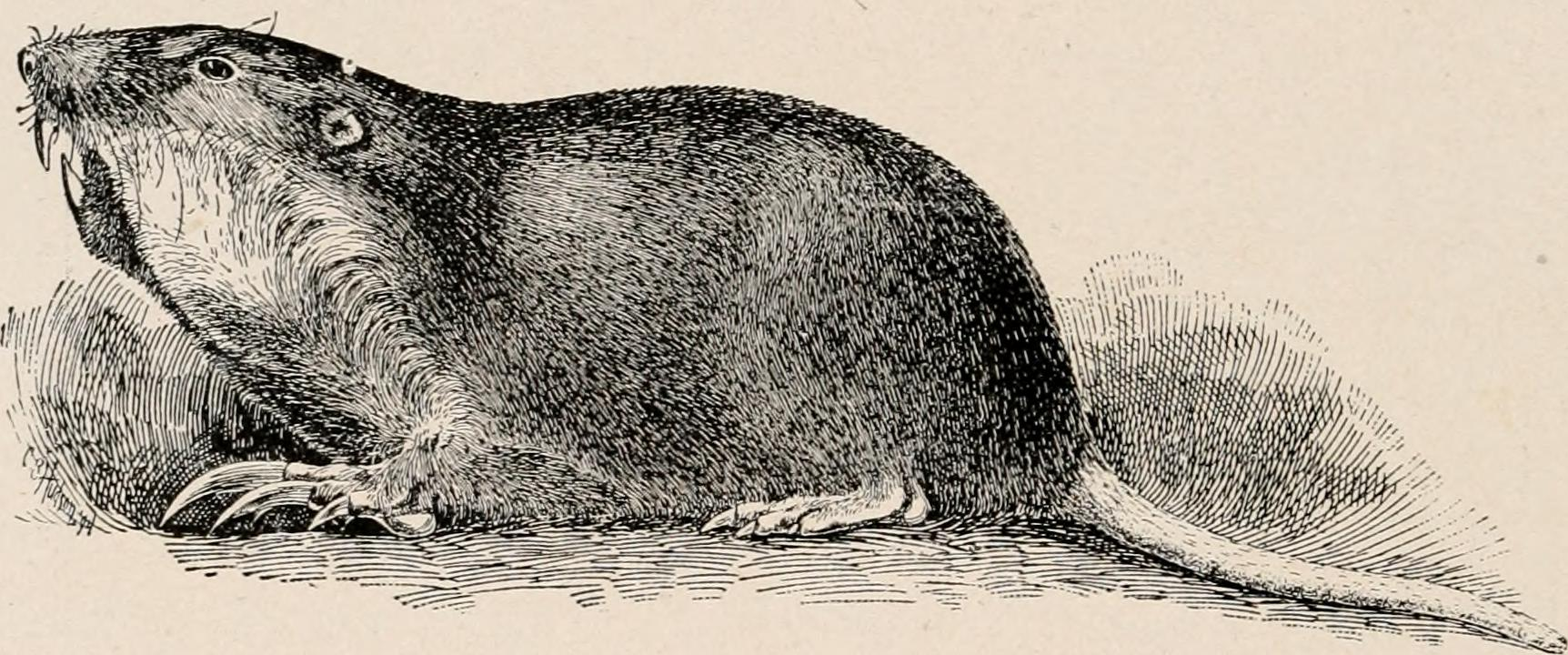
Illustration (1900).

L'espèce a été décrite pour la première fois en 1817 par Constantine Samuel Rafinesque (1783-1840), un naturaliste et un archéologue américain d'origine européenne.
Elle aurait un comportement « préagricole » en replantant et fumant avec ses excréments les racines qu'elle affectionne (un comportement qui évoque celui qui chez les humains a précédé l'émergence de l'agriculture). Ce type de comportement ne serait pas documenté chez d'autres mammifères,.

## Liste des sous-espèces
Selon Mammal Species of the World (version 3, 2005)  (6 nov. 2012) :
- sous-espèce Geomys pinetis austrinus
- sous-espèce Geomys pinetis colonus
- sous-espèce Geomys pinetis cumberlandius
- sous-espèce Geomys pinetis floridanus
- sous-espèce Geomys pinetis fontanelus
- sous-espèce Geomys pinetis pinetis

Selon NCBI (6 nov. 2012) :
- sous-espèce Geomys pinetis mobilensis
- sous-espèce Geomys pinetis pinetis